# Биккулов, Ильдус Аюпович
Ильдус Аюпович Биккулов — советский хозяйственный и государственный деятель, лауреат Государственной премии СССР за выдающиеся достижения в труде.

## Биография
Родился в 1949 году в селе Беркет-Ключ. Член КПСС.
В 1968—2003 годах — аппаратчик Нижнекамского нефтехимического комбината Министерства нефтеперерабатывающий и нефтехимической промышленности СССР / АО «Нижнекамскнефтехим».
За большой личный вклад в улучшение использования сырья, машин и оборудования был в составе коллектива удостоен Государственной премии СССР за выдающиеся достижения в труде 1987 года.
Живёт в Нижнекамске.

## Награды
- Орден Трудовой Славы II степени (1986)
- Орден Трудовой Славы III степени (1978)